# ゼフティゲン郡
かつて存在したゼフティゲン郡（独: Amtsbezirk Seftigen）は、スイスのベルン州にあった郡（Amtsbezirk、アムツ・ベツィルク）。2010年1月1日に他郡と合併してベルン＝ミッテルラント区（Verwaltungskreis Bern-Mittelland）となった。郡都はベルプで、190.27 km²の面積に25の基礎自治体があった。2008年12月31日現在で、36,739人が居住していた。
ゼフティゲン郡の領域の起源は、1388年にベルン政府がゼフティゲン地方裁判所管区を設置したことに始まる。ゼフティゲン地方裁判所管区は、旗騎士（Venner）によって統治されていた。

## 基礎自治体の一覧

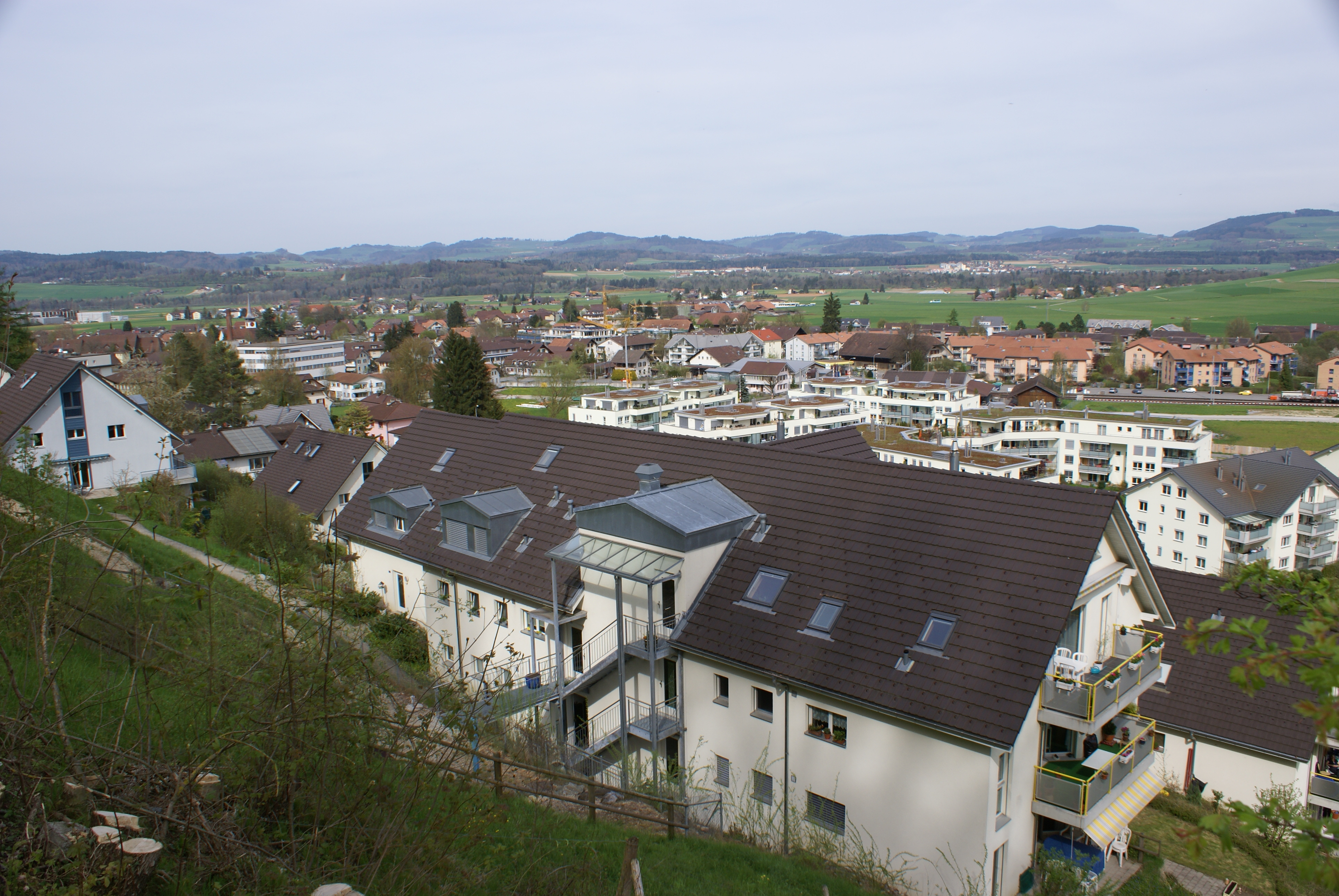
ベルプ
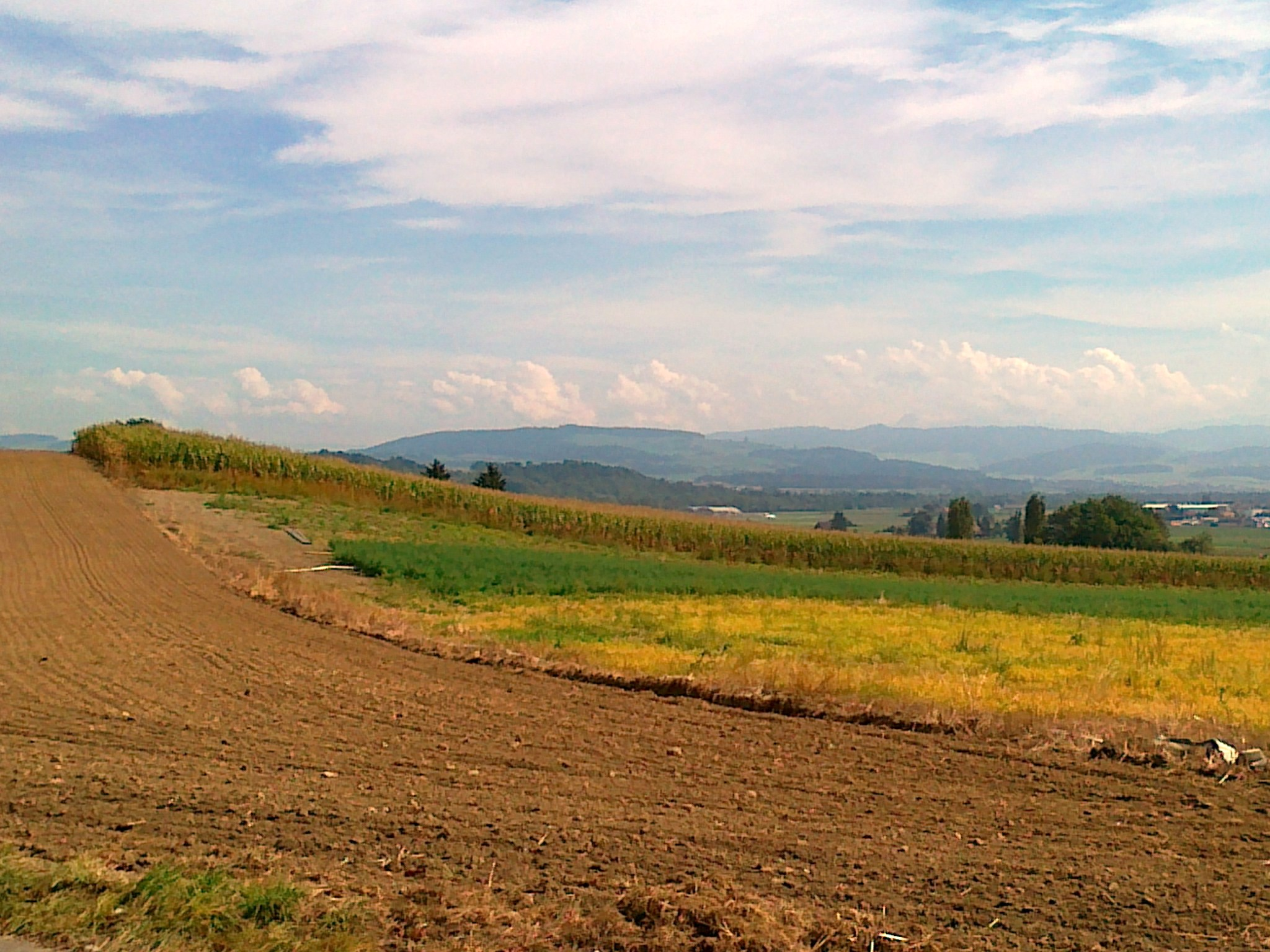
ケールザッツ
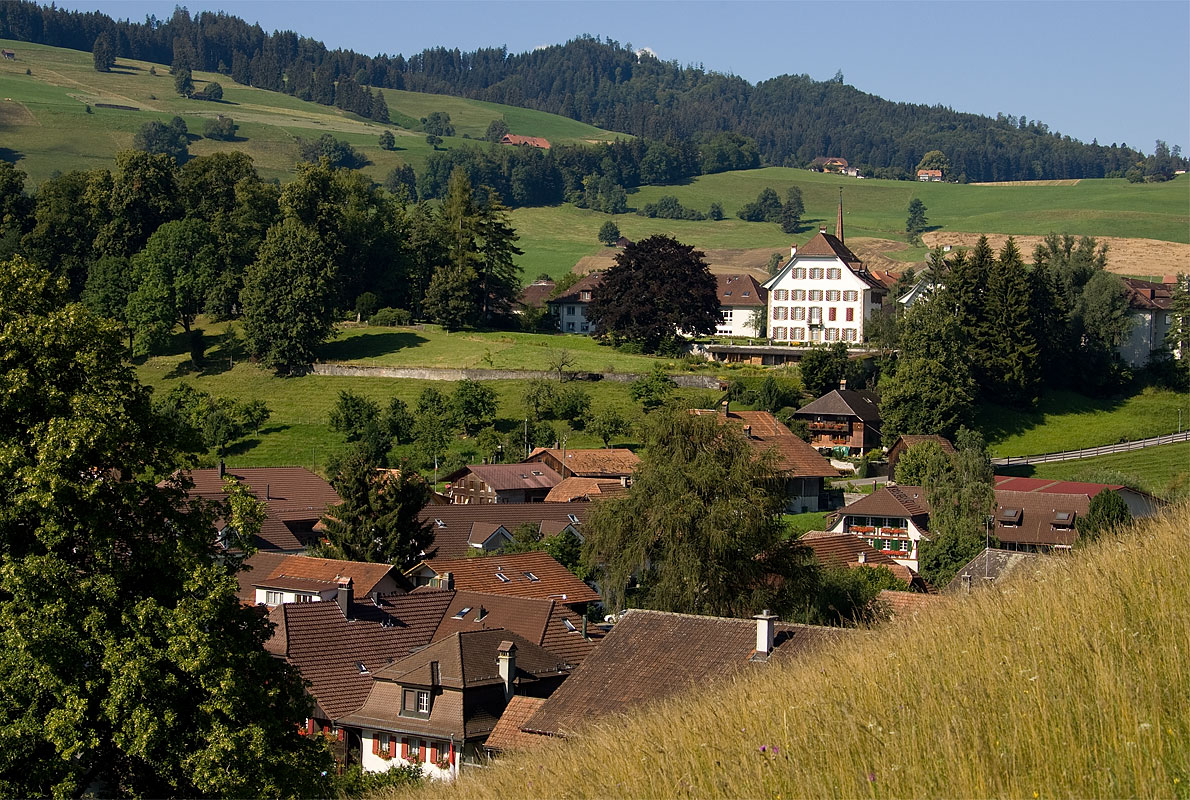
リッギスベルク
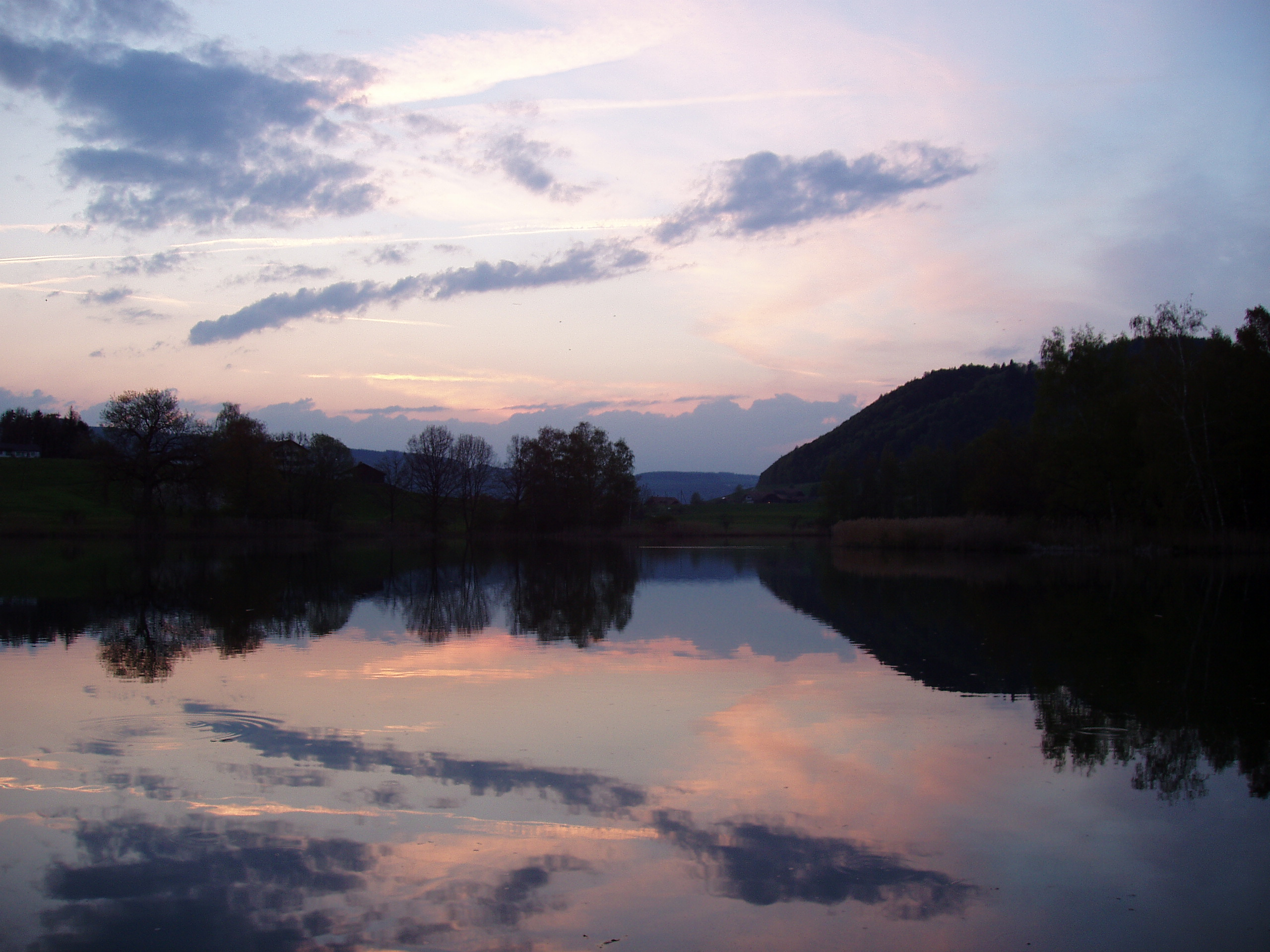
ゲアツェン湖

| 名称                                   | 人口 2007年 12月31日 | 面積 （km²） | 人口密度 （人/km²） |
| -------------------------------------- | -------------------- | ------------ | ------------------- |
| ベルプ（Belp）                         | 9,682                | 17.56        | 551                 |
| ゼフティゲン（Seftigen）               | 2,095                | 3.89         | 539                 |
| ヴァッテンヴィル（Wattenwil）          | 2,721                | 14.54        | 187                 |
| グルツェレン（Gurzelen）               | 779                  | 4.52         | 172                 |
| ブルギシュタイン（Burgistein）         | 1,057                | 7.52         | 141                 |
| ノーフレン（Noflen）                   | 234                  | 2.71         | 86                  |
| ローンシュトルフ（Lohnstorf）          | 228                  | 1.79         | 127                 |
| ミューレトゥルネン（Mühlethurnen）     | 1,294                | 2.93         | 442                 |
| ミューレドルフ（Mühledorf）            | 236                  | 2.30         | 103                 |
| キルヒェントゥルネン（Kirchenthurnen） | 277                  | 1.23         | 225                 |
| リュムリゲン（Rümligen）               | 465                  | 4.66         | 100                 |
| ゲルターフィンゲン（Gelterfingen）     | 250                  | 3.50         | 71                  |
| カウフドルフ（Kaufdorf）               | 954                  | 2.06         | 463                 |
| ニーダームーレルン（Niedermuhlern）    | 538                  | 7.26         | 74                  |
| トッフェン（Toffen）                   | 2,439                | 4.88         | 500                 |
| ヴァルト（Wald）                       | 1,141                | 13.30        | 86                  |
| キーナーシュリュティ（Kienersrüti）    | 50                   | 0.80         | 63                  |
| ウッティゲン（Uttigen）                | 1,745                | 3.81         | 458                 |
| ヤーベルク（Jaberg）                   | 275                  | 1.31         | 210                 |
| キルヒドルフ（Kirchdorf）              | 849                  | 6.10         | 139                 |
| ゲアツェンゼー（Gerzensee）            | 994                  | 7.81         | 127                 |
| ベルプベルク（Belpberg）               | 384                  | 5.70         | 67                  |
| ケールザッツ（Kehrsatz）               | 3,840                | 4.44         | 865                 |
| リッギスベルク（Riggisberg）           | 2,344                | 29.84        | 79                  |
| リュエッギスベルク（Rüeggisberg）      | 1,898                | 35.81        | 53                  |
| 合計 (25)                              | 36,739               | 190.27       | 193                 |

## 基礎自治体の変遷

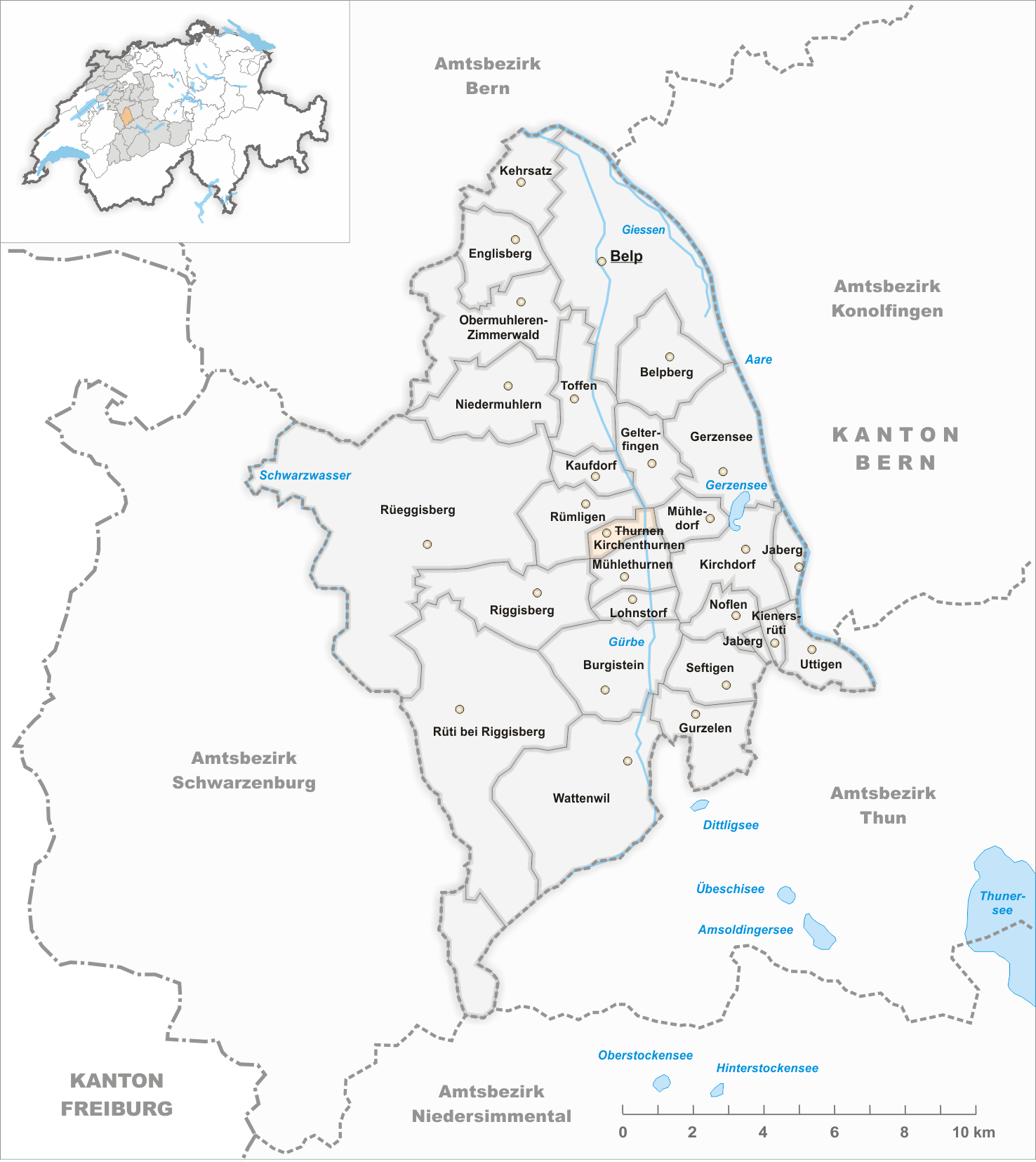
1859年までの自治体
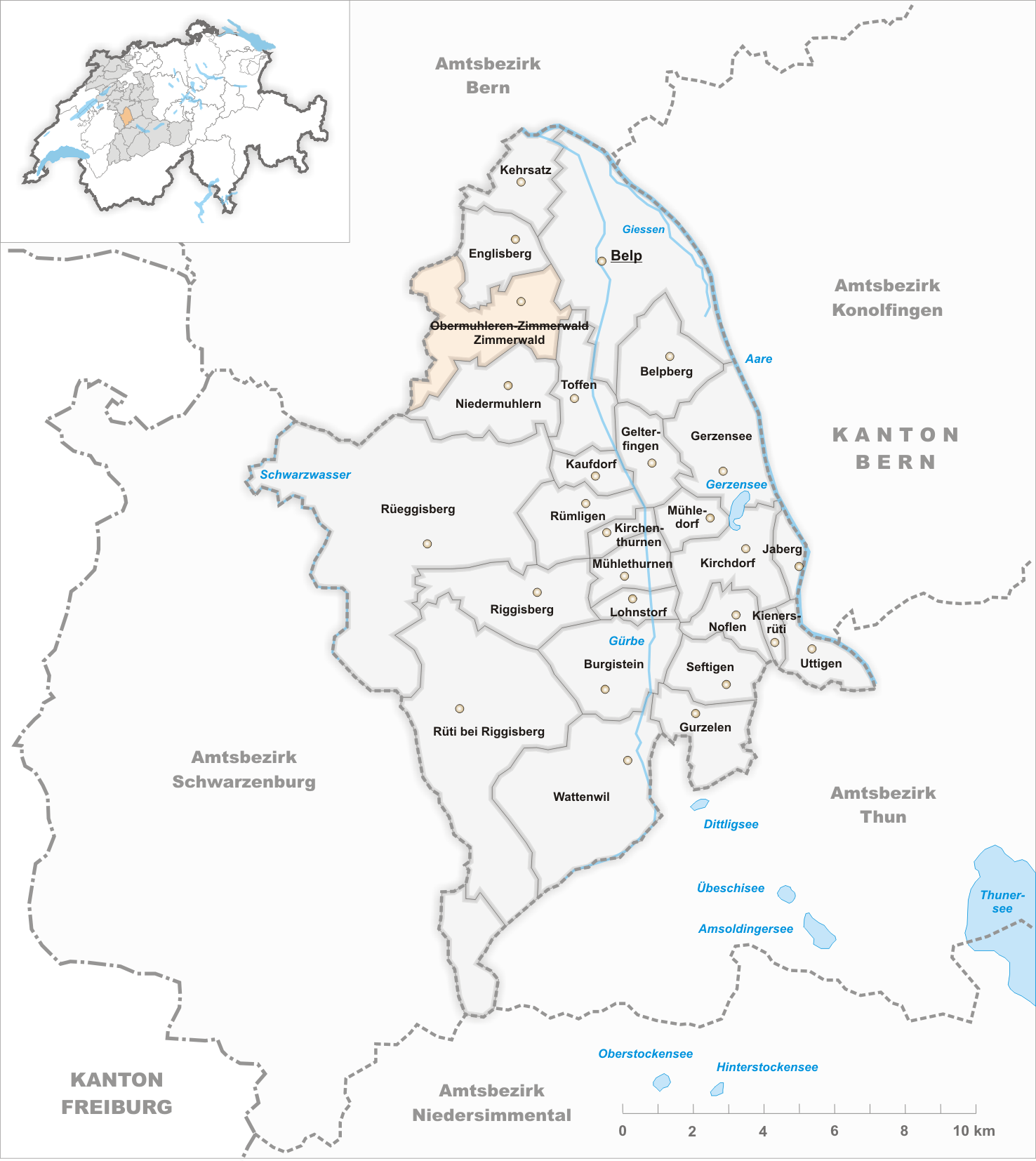
1901年までの自治体
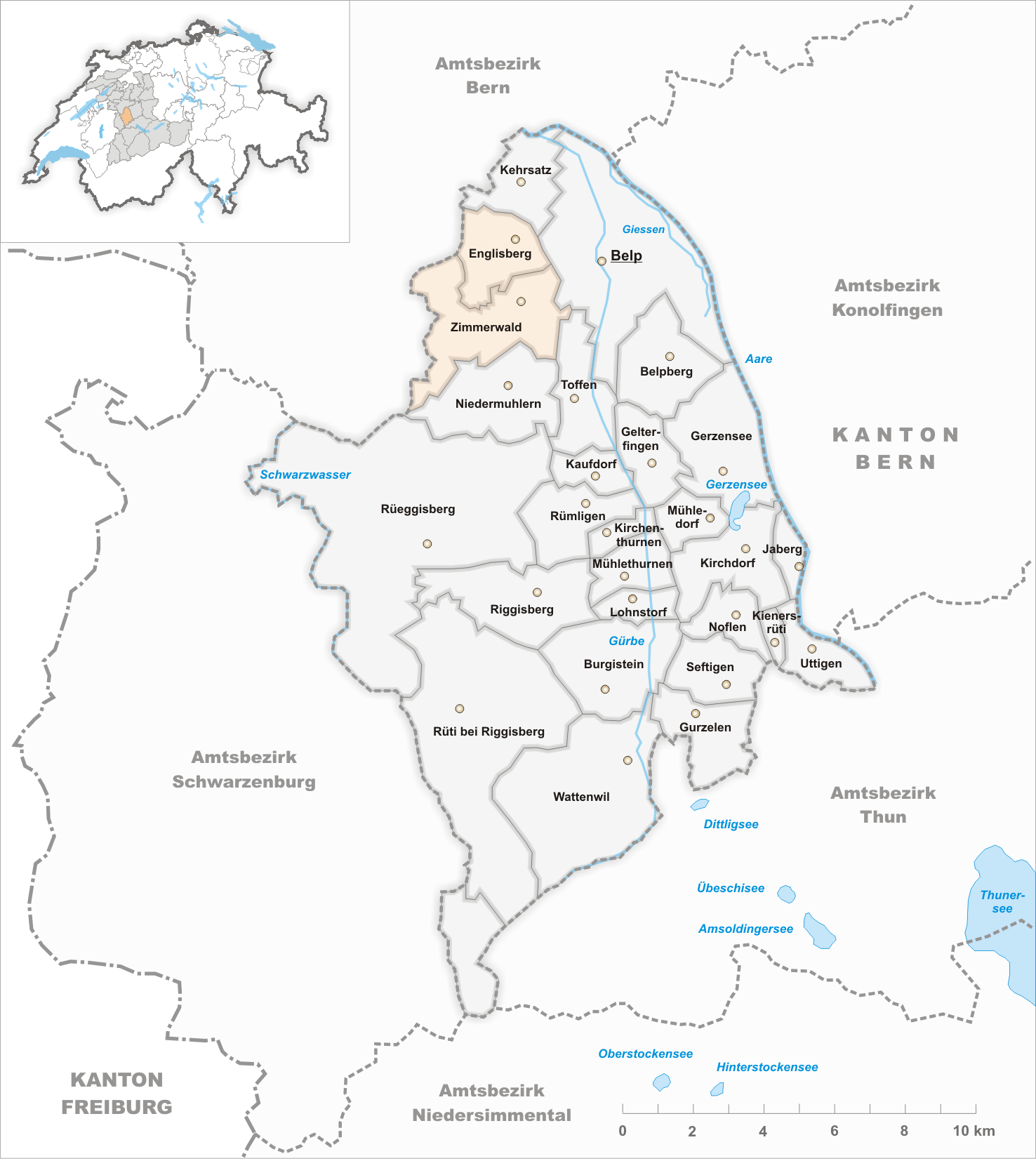
2003年までの自治体
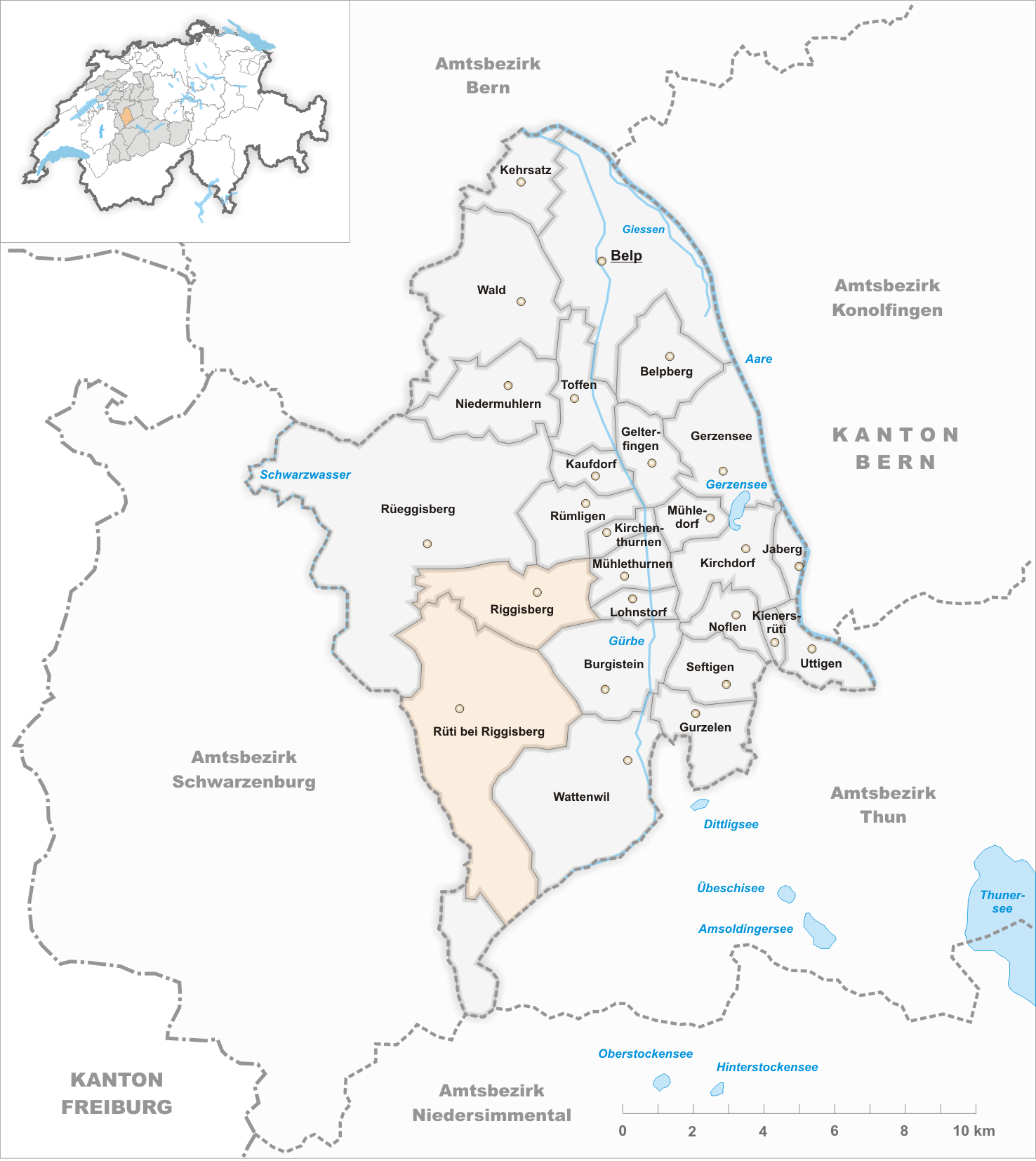
2008年までの自治体
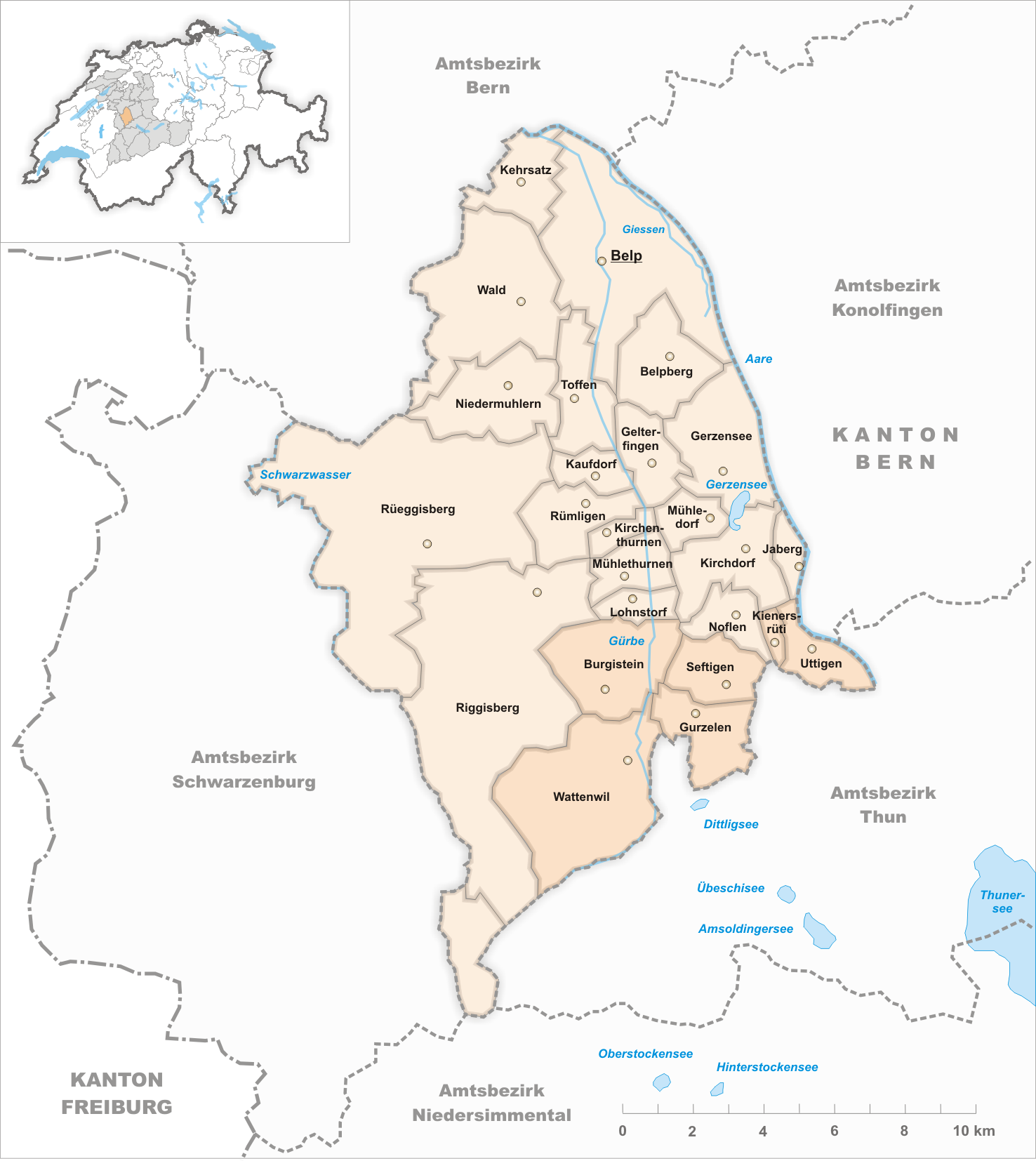
2009年までの自治体

- 1860年: トゥルネン（Thurnen）がキルヒェントゥルネンに改称する。
- 1902年: オーバームーレルン＝ジンメルヴァルト（Obermuhleren-Zimmerwald）がジンメルヴァルト（Zimmerwald）に改称する。
- 2004年: エンクリシュベルク（Englisberg）とジンメルヴァルトが合併してヴァルトになる。
- 2009年: リッギスベルクとリューティ・バイ・リッギスベルク（Rüti bei Riggisberg）が合併してリッギスベルクになる。
- 2010年: ゼフティゲン郡が廃止されて、ブルギシュタイン、グルツェレン、キーナーシュリュティ、ゼフティゲン、ウッティゲン、ヴァッテンヴィルがトゥーン区所属となり、残りの19自治体はベルン＝ミッテルラント区所属となる。